# بيرآغاتش (غرغان بوي)
بیرآغاتش (بالفارسية: پیرآغاچ) هي قرية تقع في إيران في قسم غرغان بوي الريفي. يقدر عدد سكانها بـ 467 نسمة بحسب إحصاء 2016.